# Faune
En la mitologia romana, Faune era un rei llatí, fill de Picus i Canent, pare de la deessa Bona Dea, també coneguda amb el nom de Fauna, i pare de Llatí. Amb el temps es va identificar amb el sàtir grec Pan, per les seves semblants característiques.

## Etimologia
El seu nom en llatí Faunus, ve del verb favere i es podria traduir per "l'afavoridor"; més endavant va adquirir funcions d'endeví i se'l va anomenar Fatum, "el portador del destí" o "el profetitzador".
Faune era anomenat també Lupercus (el qui protegeix del llop) i era invocat pels pastors per protegir el bestiar. Aquest nom en realitat procedia d'una altra divinitat itàlica, a la qual també s'invocava demanant protecció i,al final, tots dos noms van acabar fonent-se en Faune Luperco.

## Orígens
Faune era un rei llatí, fill de Picus, net de Saturn i pare de Latinus. Fou el tercer en la sèrie de reis del Laci. En el seu regne Faune, igual que els seus dos antecessors, Picus i Saturn, va promoure l'agricultura i la ramaderia entre els seus súbdits i ell mateix es va distingir com a caçador. També es creia que durant el seu regnat, van arribar Evandre i Hèracles; el primer era fill del déu Mercuri i el segon un fill de Zeus.
Faune va ser una divinitat destacada per als antics pobladors del Laci, doncs, a banda de la seva relació amb l'agricultura, era considerat un dels grans fundadors de la religió del país. Tant és així que Lactanci el va equiparar amb Numa Pompili, el segon rei de Roma.
Segons la tradició Numa, a través d'un estratagema, va obligar Picus i el seu fill Faune, a revelar-li el secret per invocar el llamp des del cel i de purificar les coses copejant-les amb el llamp.
En les Dionisíaques, de l'escriptor egipci Nonnos de Panòpolis, Faune acompanyava el déu Dionís quan va anar a l'Índia.

## Símbols
Era considerat una deïtat rústica, un esperit bo habitant dels boscos, les valls i els camps. Feia que el ramat es fes fèrtil, i llavors se l'anomenava Innuus, en relació amb la deessa Juno. També se'l va relacionar amb una altra deïtat dels boscos, Silvanus.
Els seus símbols principals eren en un principi les pells de llop, les corones fetes amb heura. Més endavant, per influència grega, els calzes també van ser un símbol associat a Faune.
Després de la seva mort, va adquirir la funció de predictor del futur i va rebre el sobrenom de Fatum, derivat del verb fari, que vol dir "parlar en públic, anunciar". Com a tal va ser adorat en un bosc sagrat als afores de l'actual Tívoli. Quan algú volia conèixer el seu destí, sacrificava un corder i es posava a dormir al bosc estirat damunt la pell de l'animal sacrificat, llavors el déu el visitava en somnis i revelava el futur. Es deia que els seus vaticinis estaven expressats segons la mètrica dels versos saturnins. Això fa pensar que potser existí una col·lecció de versos antics recollint els seus oracles. W. Warde Fowler va suggerir que Faune podria identificar-se amb Favoni, un dels antics déus romans relacionats amb el vent.
En el seu aspecte d'habitant dels boscos i protector de la natura, Faune tenia una equivalent femenina, Bona Dea, que de vegades era anomenada Fauna. Corrien llegendes diferents sobre la relació entre ells dos, de vegades ella era la seva esposa i de vegades la seva filla.
Una altra vessant del seu caràcter va aparèixer posteriorment, com a responsable dels oracles, també se'l va fer responsable de les aparicions espectrals i com habitant dels boscos el van relacionar amb els ressò procedent de l'interior de les coves i altres sons considerats terrorífics; la seva lascívia havia de desfogar-la sobre les nimfes, habitants femenins mitològics dels boscos.

## Culte
Faune no va tenir temples com altres déus romans, però si santuaris enmig de la natura, els més destacats van ser el que hi havia al costat de la font coneguda com a Albunea, en un bosquet als afores de l'antiga Tibur; i un altre al turó de l'Aventí a la ciutat de Roma. Altres santuaris se li van dedicar posteriorment: un al turó del Celi, i un altre el 196 aC a l'illa del Tíber, on se li oferien sacrificis pel ides de febrer (a mitjan mes), dia en què els Fabii van morir a la vora del riu Cremera.

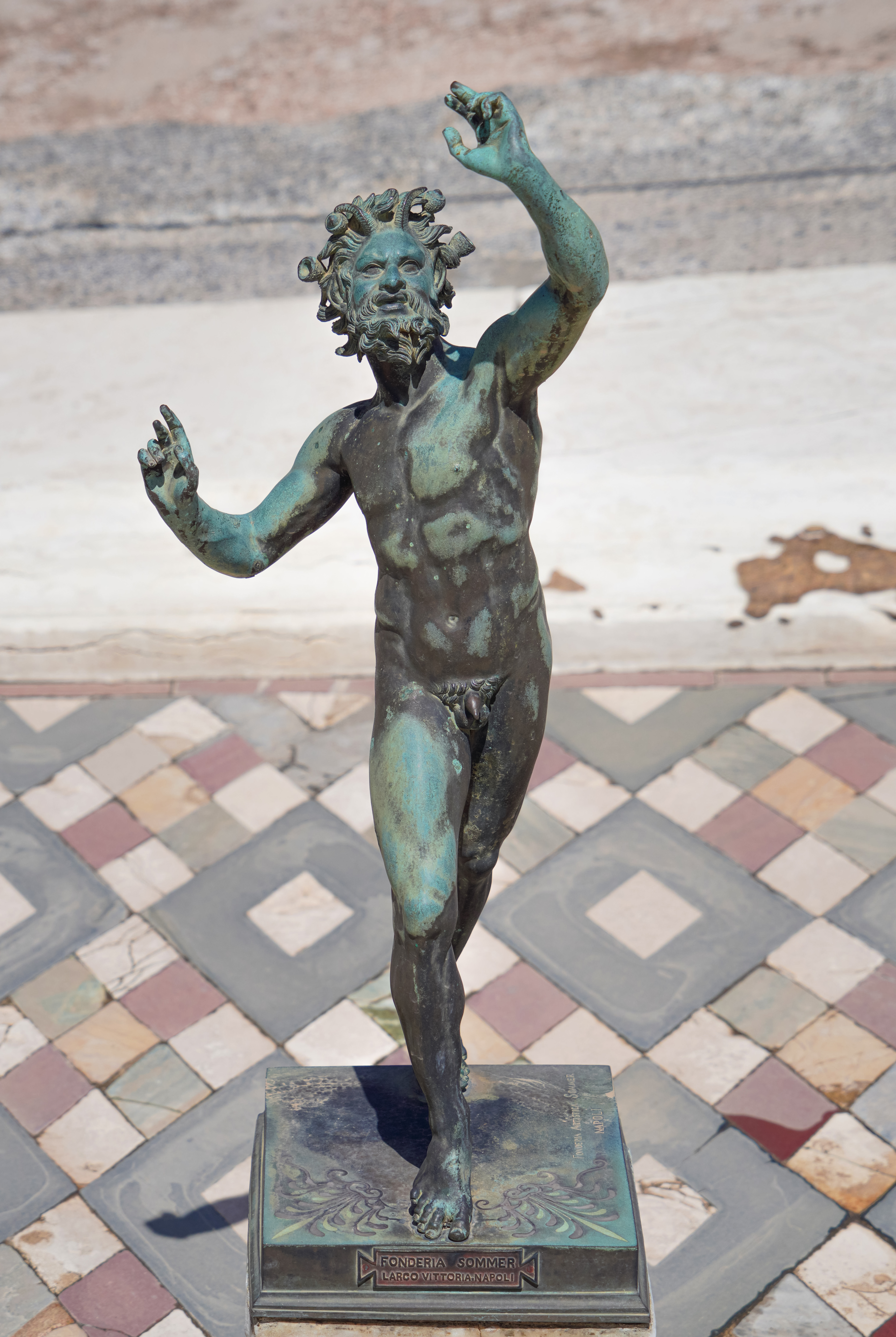
Còpia de l'estatueta de bronze trobada a la Casa del Faune a Pompeia.

En el calendari romà hi havia dues festes principals dedicades al seu honor: la faunàlia el 5 de desembre i la lupercàlia, el 15 de febrer. Per la faunàlia la gent feia dinars campestres, mentre que per la lupercàlia els seus sacerdots, vestits amb pell de cabra, dansaven per celebrar l'aniversari de la fundació del seu santuari. Els sacerdots sovint colpejaven les dones amb cinturons de pell de cabra per invocar la fecunditat. Aquesta festa era molt popular i va sobreviure a l'arribada del cristianisme, fins que el Papa Gelasi I la va prohibir l'any 496. En el seu lloc instaurà la festivitat de Sant Valentí, el 14 de febrer, dia de l'amor. Faune llavors va adquirir un tint demoníac, accentuat pel simbolisme del boc, relacionat amb aparicions als boscos i tractat més com un monstre que com una divinitat.

## Faune i Pan
Amb el contacte amb la civilització grega, aquest déu itàlic va ser identificat amb el déu grec Pan. Alguns aspectes eren compartits (el mateix hàbitat, invocat pels pastors per la seva funció protectora dels ramats) i altres se li van afegir per influència hel·lenista. Pan estava dins la categoria de sàtirs, acompanyants salvatges i orgiàstics del déu Dionís, per tant, Faune va ser inclòs en la categoria de genis, criatures salvatges meitat cabra. I així, Ovidi feia servir l'expressió «Fauni et Satyri fratres».
També per influència grega, en el seu culte es va introduir la menja de panets o paniskoi.